# Ehegattenbürgschaft
Von einer Ehegattenbürgschaft spricht man, wenn ein Ehepartner sich für die Schulden des anderen Ehepartners verbürgt. Diese Form der Kreditsicherung ist bei Kreditinstituten üblich, jedoch unter bestimmten Voraussetzungen sittenwidrig.

## Zweck der Ehegattenbürgschaft
Zweck der Ehegattenbürgschaft ist es, Vermögensverschiebungen zwischen den Eheleuten zu Lasten des Gläubigers vorzubeugen. Ist nur einer der Ehepartner Kreditnehmer, so hat der Gläubiger ohne die Ehegattenbürgschaft keine Möglichkeit, die Vermögensgegenstände des anderen Ehepartners im Falle eines Kreditausfalls zu pfänden. Daher verlangte die finanzierende Bank in der Vergangenheit – unabhängig von den Einkommens- und Vermögensverhältnissen des anderen Ehepartners – eine selbstschuldnerische Bürgschaft.
Die Rechtsprechung des BGH hat Inhalt und Umfang derartiger Ehegattenbürgschaften eingegrenzt.

## Sittenwidrigkeit der Ehegattenbürgschaft
Die Ehegattenbürgschaft kann nach der Rechtsprechung des BGH unter bestimmten Bedingungen sittenwidrig sein (§ 138 Abs. 1 BGB). Dies ist der Fall, wenn
- der Bürge mit Übernahme seiner Verpflichtung finanziell stark überfordert ist und
- der Bürge diese Verpflichtung allein aus emotionaler Verbundenheit mit dem Hauptschuldner übernommen hat und
- der Kreditgeber dies in sittlich anstößiger Weise ausgenutzt hat.

### Finanzielle Überforderung
Ist die verbürgte Verbindlichkeit so hoch, dass bereits bei Vertragsabschluss mit großer Wahrscheinlichkeit die Erfüllung der Bürgschaftsverbindlichkeit selbst bei günstigster Prognose nicht zu erwarten ist, wird die Bürgschaft als sittenwidrig eingestuft. Einer derartigen Bürgschaft fehlt von vornherein jeder wirtschaftliche Sinn, wenn dem Bürgen eine Schuld droht, von der er sich lebenslang aus eigener Kraft nicht befreien kann. Krasse finanzielle Überforderung des Bürgen ist dann anzunehmen, wenn er mit an Sicherheit grenzender Wahrscheinlichkeit nicht einmal in der Lage ist, die Zinsen aufzubringen. Wenn die finanziellen Mittel des Bürgen im Hinblick auf die übernommene Bürgschaftsverpflichtung praktisch bedeutungslos sind, so ist die Bürgschaft sittenwidrig, ohne dass es auf weitere belastende Umstände ankommt.

### Emotionale Verbundenheit
Wenn jedoch eine Bürgschaft den Bürgen nicht finanziell krass überfordert, kann sie nur aufgrund besonders erschwerender und dem Kreditinstitut zurechenbarer Umstände sittenwidrig sein. Hierzu gehören etwa die Ausnutzung der geschäftlichen Unerfahrenheit oder die Beeinträchtigung der Willensbildung und Entschließungsfreiheit durch Irreführung, Schaffung einer seelischen Zwangslage oder Ausübung unzulässigen Drucks. Solange sich der Bürge ausschließlich von seinen Familienangehörigen zur Übernahme der Bürgschaft bewegen lässt und die Bank nicht die emotionale Zwangslage des Bürgen in rechtlich verwerflicher Weise begründet oder ausnutzt, liegt keine Sittenwidrigkeit vor. In der Entgegennahme der Bürgschaftsurkunde allein liegt keine unlautere Einwirkung der Bank auf die Willensbildung des Bürgen. Im letzteren Urteil bekräftigte der BGH seine Auffassung, dass die Haftung des letzten vorhandenen Vermögensguts zur Sicherung der Verbindlichkeiten eines nahen Angehörigen nicht ohne weiteres zur Sittenwidrigkeit einer Bürgschaft führt. Die Norm des § 138 Absatz 1 BGB habe nämlich sogar dann nicht regelmäßig den Zweck, das Wohneigentum eines Bürgen auf Dauer zu erhalten, wenn dessen Einkommen die Pfändungsfreibeträge nur in begrenztem Umfang übersteige. Ebenso wenig schütze die Norm die Möglichkeit eines dauerhaften mietfreien Wohnens. Erkennt das Kreditinstitut aus den ihm offenbarten Tatsachen, dass derjenige, der die Bürgschaft übernehmen soll, finanziell nicht beteiligt ist und die Stellung eines Gesellschafters nur aus emotionaler Abhängigkeit übernommen hat, er also keine eigenen wirtschaftlichen Interessen verfolgt, ist der überforderte Bürge in gleicher Weise schutzwürdig wie in den typischen Fällen von Haftungserklärungen für die Verbindlichkeiten von Personen, denen er emotional eng verbunden ist.

### Geschäftliche Unerfahrenheit
Wenn der finanziell krass überforderte Bürge für Risiken haften soll, die er weder aufgrund seines Ausbildungsstandes noch durch geschäftliche Erfahrung beurteilen kann, ist die Bürgschaft wegen Sittenwidrigkeit nichtig. Geschäftserfahren sind Geschäftsführer, Mehrheitsgesellschafter einer GmbH und Komplementäre sowie mehrheitlich beteiligte Kommanditisten einer KG, weil sie Einfluss auf die Hauptverbindlichkeit nehmen können. Bürgschaften dieses Personenkreises sind unbedenklich. Prokuristen oder gar einfache Angestellte und Minderheitsgesellschafter können die verbürgten Kredite hingegen nicht beeinflussen, deren Bürgschaften sind nichtig. Den Kreditinstituten wird zugemutet, sich rechtzeitig über die Rechtsstellung des Bürgen Klarheit zu verschaffen. Um sich ein umfassendes Bild über den Ausbildungsstand und die geschäftliche Erfahrung zu verschaffen, muss sich die Bank mit der persönlichen, fachlichen und finanziellen Sphäre des Bürgen in einem persönlichen Gespräch befassen. Kreditinstitute wirken in unzulässiger Weise auf die Entschließung des Bürgen ein, wenn sie durch ihre Angestellten die Tragweite der Bürgschaft verharmlosen, insbesondere die Unterschrift als reine Formalität darstellen. Ein solches Verhalten vermag gerade bei einem geschäftsunerfahrenen Bürgen, der dem Hauptschuldner zudem verwandtschaftlich eng verbunden ist, den Eindruck zu erwecken, er habe nichts Ernsthaftes zu befürchten, und ihn so davon abzuhalten, sich näher mit dem Inhalt der vorgelegten Urkunde zu befassen. Erfahrene und geschäftsgewandte Personen dürfen aus emotionaler Verbundenheit zu ihrem Ehegatten Bürgschaften übernehmen, die sie finanziell krass überfordern.

## Folgen
Werden Bürgschaften allein wegen der Verhinderung möglicher Vermögensverschiebungen verlangt, ist die Inanspruchnahme des finanziell leistungsfähigen Bürgen solange verwehrt, bis die Vermögensverschiebung eingetreten ist. Nach dem 1. Januar 1999 vereinbarte Bürgschaften sind sittenwidrig, wenn sie diesen beschränkten Haftungszweck nicht ausdrücklich im Vertragstext enthalten. Eheähnliche Lebensgemeinschaften werden den Ehegatten-Bürgschaften gleichgestellt.
Die Bürgschaft eines Ehegatten für den Kredit des anderen Ehegatten oder dritter Kreditnehmer ist keine Verfügung über das gesamte Vermögen (§ 1365 BGB) im Rahmen des gesetzlichen Güterstands der Zugewinngemeinschaft, weil sie lediglich die Übernahme einer Eventualverbindlichkeit darstellt. Mit dem Begriff Verfügung hingegen ist ein Rechtsgeschäft gemeint, durch das der Verfügende auf ein Recht unmittelbar einwirkt, es also entweder auf einen Dritten überträgt oder mit einem Recht belastet oder das Recht aufhebt oder es sonst wie in seinem Inhalt ändert. Ein Ehepartner kann sich deshalb ohne Einwilligung des anderen Partners wirksam verbürgen. Daher kann die übermäßige Eingehung von Bürgschaften die materiellen Grundlagen einer Ehe gefährden, ohne dass ein besonderer Rechtsschutz dies verhindert.